# Ваи (народ)
Ваи — народ, обитающий на побережье Западной Африки, в Либерии и Сьерра-Леоне, а также в Гвинее. Общая численность — около 1 млн человек. Говорят на языке ваи семьи манде, включаемой в нигеро-конголезскую макросемью. Основное традиционное занятие — ручное подсечно-огневое земледелие. Развито отходничество, ткацкое, гончарное, кузнечное и ювелирное ремёсла. Для традиционной социальной организации были свойственны большие семьи, патрилинейные родовые группы, патрилокальный брак. Традиционные формы социально-политической организации были представлены вождествами, тайными мужскими и женскими союзами; особо важную роль играл тайный мужской союз Поро-Бэли с характерными для него жёсткими обрядами инициации и строгой иерархией. В середине XIX веке подверглись исламизации, что привело к уменьшению роли этого мужского союза. В XIX веке создали собственное силлабическое письмо, на котором существует оригинальная рукописная литература.